# Dioscorea prazeri
Dioscorea prazeri är en enhjärtbladig växtart som beskrevs av David Prain och Isaac Henry Burkill. Dioscorea prazeri ingår i släktet Dioscorea och familjen Dioscoreaceae. Inga underarter finns listade i Catalogue of Life.